# 山本愛子
山本 愛子（やまもと あいこ、1985年12月19日 - ）は、和歌山県出身のタレント。
血液型B型。甲南女子大学卒業。普通自動車運転免許と秘書検定2級の資格を所持する。夫はラジオNIKKEIアナウンサーの小塚歩。
2010年1月10日、グリーンチャンネルの『中央競馬中継』で関西パドック進行担当者となる。チャンネルデビューでいきなり重賞レースであるシンザン記念の進行役を務めた。
2018年3月まではパートナーズ・プロに所属していた。その当時は近畿地方を拠点に活動していたが、小塚との結婚生活を東京都内で送るため、3月末をもってパートナーズ・プロを退所した。東京への移住後、2018年5月からホリプロに所属している。

## 出演
特記のないデータは、すべて山本がAmebaで公開しているプロフィールからの参考。
- @あっと!テレわか NEWSスタイル（テレビ和歌山） - 月曜日アシスタント
- Good楽（ケーブルウエスト）
- ラブリータウンいこま（近鉄ケーブルネットワーク） - 「この街 この笑顔」リポーター（不定期出演）
- 西はりまサタデー9 （サンテレビ）
- ごはんの缶詰め（ベイ・コミュニケーションズ）
- 街角トレジャーハンター（ケイ・キャット）
- 中央競馬中継（グリーンチャンネル） - 土曜午後パドック中継担当
- e-カンパニTV （2013年4月 - 2018年3月、朝日放送）[2][4]
- うまDOKI （2015年1月 - 2017年3月、KBS京都）[5] - 進行役